# Peter Marton
Peter Marton, (Bécs, 1983 –) osztrák színész. 

## Élete
Az anya magyar, az apa kenyai.
2006 és 2010 között a Bécsi Konzervatóriumban (Musik und Kunst Privatuniversität der Stadt Wien, MUK) végezte színészképzését.

## Filmjei
| Év              | Magyar cím            | Eredeti cím        | Szerep        | Megjegyzések                     |
| --------------- | --------------------- | ------------------ | ------------- | -------------------------------- |
| 2012            |                       | Sprachlos          |               | rövidfilm                        |
| 2012            |                       | A Vision Of Sound  |               | rövidfilm                        |
| 2013            |                       | CopStories         | Marugg Dokla  | TV sorozat, Zund epizód          |
| 2015–2016; 2018 | Luxusfeleségek        | Vorstadtweiber     | Timo          | TV sorozat                       |
| 2019–           | Rejtélyek az Alpokban | Watzmann ermittelt | Jerry Paulsen | TV sorozat, főszerep             |
| 2019            | Tetthely              | Tatort             | Falco         | 1111. epizód (Querschläger)      |
| 2019            |                       | The Mallorca Files | Tommy         | TV sorozat, The Ex-Factor epizód |
| 2020            |                       | Dunkelstadt        | Jerome Madaki | TV sorozat, Schafspelz epizód    |
| 2023            |                       | The Obelisk        | David         |                                  |

## Szerepei
| Év        | Magyar cím               | Eredeti cím                                 | Szerző             | Szerep                | Megjegyzések                                                                                             |
| --------- | ------------------------ | ------------------------------------------- | ------------------ | --------------------- | --- |
| 2006      |                          | Titus Andronicus                            | Shakespeare        | Aaron                 | Wiener Kulturzentrum                                                                                     |
| 2008      |                          | Der Alpenkönig und der Menschenfeind        | Ferdinand Raimund  | Alfred                | Waldviertler Hoftheater                                                                                  |
| 2010      | Berlin felett az ég      | Der Himmel über Berlin                      |                    | Cassiel               | Salzburger Landestheater                                                                                 |
| 2010      | Üvegfigurák              | Die Glasmenagerie                           | Tennessee Williams | Jim O’ Connor         | Salzburger Landestheater                                                                                 |
| 2011      | Jaj annak aki hazudik    | Weh dem, der lügt!                          | Franz Grillparzer  | Atalus                | Salzburger Landestheater                                                                                 |
| 2011      | Szenny                   | Dreck                                       | Robert Schneider   | Sad                   | Salzburger Landestheater                                                                                 |
| 2011      | Szentivánéji álom        | Ein Sommernachtstraum                       | Shakespeare        | Lysander              | Salzburger Landestheater                                                                                 |
| 2011      |                          | Anna Karenina                               | Lev Tolsztoj után  | Vronszkij gróf        | Salzburger Landestheater                                                                                 |
| 2012      | Az orléansi szűz         | Die Jungfrau von Orleans                    | Friedrich Schiller | Dunois gróf           | Salzburger Landestheater                                                                                 |
| 2013      | A kastély                | Das Schloss                                 | Franz Kafka után   | Barnabas / a tanár    | Salzburger Landestheater                                                                                 |
| 2013      | Sirály                   | Die Möwe                                    | Anton Csehov       | Konsztantyin Trepljov | Salzburger Landestheater                                                                                 |
| 2013/14   | Aladdin és a csodalámpa  | Aladin und die Wunderlampe (karácsóni mese) |                    | Szurukukuvarázsló     | Stadttheater Ingolstadt                                                                                  |
| 2013–2016 | Életrevalók              | Ziemlich beste Freunde                      |                    | Driss                 | Komödie Düsseldorf Fritz Rémond Theater, Frankfurt Contra-Kreis-Theater, Bonn Komödie im Bayerischen Hof |
| 2016      | Bazi nagy francia lagzik | Monsieur Claude und seine Töchter           |                    | Charles Koffi         | Theater in der Josefstadt                                                                                |